# Ipixuna
Ipixuna là một đô thị thuộc bang Amazonas, Brasil. Đô thị này có diện tích 13565,92 km², dân số năm 2007 là 17054 người, mật độ 1,26 người/km².